# Артемида (програма)
„Артемида“ (на английски: Artemis) е роботизирана и човешка програма за изследване на Луната, ръководена от Националната администрация по аеронавтика и изследване на космоса (НАСА) на Съединените щати в партньорство с Европейската космическа агенция, Японската агенция за аерокосмически изследвания и Канадската космическа агенция. Ако бъде успешна, програмата ще възстанови човешкото присъствие на Луната за първи път след мисията Аполо 17 от 1972 г. Основните компоненти на „Артемида“ са системата за космическо изстрелване (SLS), космическият кораб „Орион“, космическата станция Lunar Gateway и търговските системи за кацане на хора, включително Starship HLS. Дългосрочната цел на програмата е да създаде постоянен базов лагер на Луната и да улесни човешки мисии до Марс.
В осъществяването на „Артемида" е резултат от сътрудничество между правителствени космически агенции и частни компании за космически полети, обвързани от споразуменията „Артемида“ и поддържащи договори. Към юли 2022 г. двадесет и една държави са подписали споразуменията, включително традиционни космически партньори на САЩ като Европейската космическа агенция, както и агенции от Канада, Япония и Обединеното кралство, и нововъзникващи космически сили като Бразилия, Южна Корея и Обединените арабски емирства.
Програмата „Артемида" е създадена през 2017 г. по време на администрацията на Тръмп, но много от неговите компоненти, като например космическият кораб Орион, са разработени по време на предишната програма „Констилейшън“ (2005 – 2010) по време на администрацията на Буш и след отмяната ѝ по време на администрацията на Обама. Първото изстрелване на Орион и първото използване на Space Launch System са насрочени първоначално за 2016 г., но са отложени за 2022 г. като компоненти на мисията Артемида 1, в която на борда на Орион няма хора, а роботи и манекени. Според плана изстрелването на Артемида 2 с човешки екипаж ще се състои през 2024 г., кацането на Артемида 3 с екипаж на Луната през 2025 г., скачването на Артемида 4 с Lunar Gateway през 2027 г., след което всяка година ще се осъществяват кацания на Луната.

## Описание на програмата
Програмата „Артемида“ е организирана около поредица от мисии на Space Launch System (SLS). Тези космически мисии ще се усложняват и се планира да се извършват на интервали от година или повече. НАСА и нейните партньори са планирали мисии от Артемида 1 до Артемида 5; вече са предложени и последващи мисии на Артемида. Всяка SLS мисия се съсредоточава върху изстрелването на SLS ракета носител, носеща космически кораб „Орион“. Мисиите след Артемида 2 ще зависят от поддържащи мисии, стартирани от други организации и космически кораби с поддържащи функции.

## Артемида 1
На 16 ноември 2022 г. ракетата SLS – най-мощната и сложна ракета на НАСА в историята на космическите полети, която трябва да проправи пътя за пилотирана мисия до Луната, извежда в космоса капсулата „Орион“. Мисията е непилотирана и вместо хора, на борда са поставени три манекена (за тестови цели) и плюшена играчка. След две неуспешни извеждания на стартовата площадка – на 29 август 2022 г. и на 3 септември 2022 г., SLS е изстреляна от Космическия център „Джон Ф. Кенеди“ в 6:47:44 UTC (8:47:44 българско време) на 16 ноември 2022 г.